# Gosho
Gosho (jap. 御書) – pojedyncze i zebrane pisma Nichirena Daishōnina, twórcy buddyjskiej szkoły Nichiren. 
Sho oznacza "pisanie", "pismo(-a)", a go jest przedrostkiem honoryfikatywnym, wyrażającym głęboki szacunek. 
Nikkō Shōnin, w pierwszej linii sukcesor Nichirena, użył po raz pierwszy słowa gosho odnośnie do jego prac, w momencie gdy zaczął czynić zabiegi, aby je zebrać, skopiować i zabezpieczyć. To dzięki jego pracy najważniejsze pisma Daishōnina zachowały się do dzisiejszych czasów. 
Gosho to zbiór doktrynalnych rozpraw naukowych, zapisków, ustnych przekazów, listów do ówczesnych władz, listów do uczniów i świeckich praktykantów. Do dzisiaj zachowały się wyłącznie kopie i fragmenty, ponad 700 pism Nichirena. Nadal trwają prace nad autoryzacją i tłumaczeniami już zebranych i kolejnych, znajdowanych pism.